# Присадовое
Присадо́вое (до 1948 года Аджи́-Беши́р; укр. Присадове, крымскотат. Acı Beşir, Аджы Бешир) — исчезнувшее село в Нижнегорском районе Республики Крым, располагалось на юге района, на правом берегу реки Кучук-Карасу, примерно в 1 км к северу от современного села Фрунзе.

## История
Первое документальное упоминание села встречается в Камеральном Описании Крыма… 1784 года, судя по которому, в последний период Крымского ханства Гаджи Бешер входил в Кучук Карасовский кадылык Карасъбазарскаго каймаканства. После присоединения Крыма к России (8) 19 апреля 1783 года, (8) 19 февраля 1784 года, именным указом Екатерины II сенату, на территории бывшего Крымского Ханства была образована Таврическая область и деревня была приписана к Левкопольскому, а после ликвидации в 1787 году Левкопольского — к Феодосийскому уезду Таврической области. После Павловских реформ, с 1796 по 1802 год, входила в Акмечетский уезд Новороссийской губернии. По новому административному делению, после создания 8 (20) октября 1802 года Таврической губернии, Аджи-Бешир был включён в состав Урускоджинской волости Феодосийского уезда.
По Ведомости о числе селении, названиях оных, в них дворов… состоящих в Феодосийском уезде от 14 октября 1805 года , в деревне Аджи-бешер числилось 6 дворов и 48 жителей.
На военно-топографической карте генерал-майора Мухина 1817 года деревня Хадши беше обозначена с 7 дворами. После реформы волостного деления 1829 года Аджи Бишер, согласно «Ведомости о казённых волостях Таврической губернии 1829 года», отнесли к Бурюкской волости (переименованной из Урускоджинской). На карте 1836 года в деревне 7 дворов, а на карте 1842 года Аджи-Бешер обозначен условным знаком «малая деревня», то есть, менее 5 дворов.
В 1860-х годах, после земской реформы Александра II, деревню приписали к Шейих-Монахской волости. Согласно «Списку населённых мест Таврической губернии по сведениям 1864 года», составленному по результатам VIII ревизии 1864 года, Аджи-Бешер — владельческая татарская деревня с 4 дворами, 18 жителями и мечетью при речке Кучук-Кара-Су. На трёхверстовой карте Шуберта 1865—1876 года деревня Аджи Бешер обозначена с 7 дворами. По «Памятной книге Таврической губернии 1889 года», по результатам Х ревизии 1887 года, в деревне Аджи-Бешер числилось 12 дворов и 70 жителей. По «…Памятной книжке Таврической губернии на 1892 год» в безземельной деревне Аджи-Бешер, не входившей ни в одно сельское общество, было 72 жителя, у которых домохозяйств не числилось.
После земской реформы 1890-х годов деревню приписали к Андреевской волости. По «…Памятной книжке Таврической губернии на 1900 год» в деревне Аджи-Бешир, входившей в Васильевское сельское общество, числился 31 житель в 5 дворах. По Статистическому справочнику Таврической губернии. Ч.II-я. Статистический очерк, выпуск пятый Феодосийский уезд, 1915 год, в селе Аджибешер (Ширинских) Андреевской волости Феодосийского уезда числилось 10 дворов (1 двор с землёй, 9 — безземельные) с татарским населением в количестве 38 человек приписных жителей, из которых 18 мужчин и 20 женщин. Жители владели 386 десятинами удобной земли. В хозяйствах имелось 19 лошадей и 6 коров.
После установления в Крыму Советской власти, по постановлению Крымревкома № 206 «Об изменении административных границ» от 8 января 1921 года была упразднена волостная система и село вошло в состав Ичкинского района Феодосийского уезда, а в 1922 году уезды получили название округов. 11 октября 1923 года, согласно постановлению ВЦИК, в административное деление Крымской АССР были внесены изменения, в результате которых округа были отменены, Ичкинский район упразднили, включив в состав Феодосийского в состав которого включили и село. Согласно Списку населённых пунктов Крымской АССР по Всесоюзной переписи 17 декабря 1926 года, в селе Аджи-Бешир, Саурчинского сельсовета Феодосийского района, числилось 15 дворов, из них 14 крестьянских, население составляло 74 человека, все татары. Постановлением ВЦИК «О реорганизации сети районов Крымской АССР» от 30 октября 1930 года был создан Сейтлерский район (по другим сведениям 15 сентября 1931 года) и село передали в его состав. По данным всесоюзная перепись населения 1939 года в селе проживал 131 человек.
В 1944 году, после освобождения Крыма от фашистов, согласно Постановлению ГКО № 5859 от 11 мая 1944 года, 18 мая крымские татары были депортированы в Среднюю Азию. 12 августа 1944 года было принято постановление № ГОКО-6372с «О переселении колхозников в районы Крыма» и в сентябре 1944 года в район приехали первые новосёлы (320 семей) из Тамбовской области, а в начале 1950-х годов последовала вторая волна переселенцев из различных областей Украины. С 25 июня 1946 года Аджи-Бешир в составе Крымской области РСФСР. Указом Президиума Верховного Совета РСФСР от 18 мая 1948 года, Аджибешир переименовали в Присадовое. 26 апреля 1954 года Крымская область была передана из состава РСФСР в состав УССР. Время включения в Садовый сельсовет пока не установлено: на 15 июня 1960 года село уже числилось в его составе. Ликвидировано в период с 1968 года, когда Присадовое ещё записано в составе Садового сельсовета и 1977, когда уже значилось в списках упразднённых.

### Динамика численности населения
| - 1805 год — 48 чел. - 1864 год — 18 чел. - 1889 год — 70 чел. - 1892 год — 72 чел. | - 1900 год — 31 чел. - 1915 год — 38 чел. - 1926 год — 74 чел. - 1939 год — 131 чел. |